# Vegeta (Dragon Ball)
Vegeta (jap. ベジータ Bejīta) – fikcyjna postać, jedna z głównych postaci serii Dragon Ball Z autorstwa Akiry Toriyamy. Saiya-jin, książę planety Vegeta.
Przybył na Ziemię z Nappą w celu podbicia jej, lecz jego plan nie powiódł się dzięki Son Gokū i jego przyjaciołom, którzy po długiej walce razem go pokonali. Vegeta był wtedy potężniejszy od Son Gokū, jednak nie dał rady pokonać równocześnie Gohana i Kuririna. Przez pewien czas był złym charakterem serii, jednak z czasem stał się w pełni dobry i pomagał innym bohaterom sagi. Stał się kamratem głównego bohatera i przyznał podczas sagi Buu, że Son Goku jest jego jedynym i najlepszym przyjacielem. Potrafił poświęcić życie, by obronić Ziemię i jej mieszkańców. Ożenił się z Bulmą (co zostało potwierdzone przez Toriyamę) i miał z nią dwójkę dzieci, Trunksa i Brę. Był jednym z najlepszych przyjaciół Gokū, mimo to zawsze chciał być od niego lepszy. Był samotnikiem, nie lubił towarzystwa. Walczył z takimi przeciwnikami jak: Freeza, androidy, Cell, Buu, Baby, złe smoki, Brolly, czy Black. W Buu sadze Vegeta dał się opętać Babidiemu, aby stać się potężniejszym i pokonać Gokū, lecz go nie słuchał. Pokazał wtedy swoją siłę umysłu i to, jaki jest dumny.

## Fuzje
Vegeta scalił się z Son Gokū cztery razy:
1. Technika Fusion Dance – 1 raz podczas walki z Janembą na poziomie Daemon w 12 filmie kinowym DBZ – powstał Gogeta. Miał on więcej cech Gokū, i szybko pokonał przeciwnika.
2. Podczas walki ze smokiem jednogwiazdkowym, Evil Shenlongiem – powstał Gogeta SSJ4.. Jednak fuzja trwała tylko 10 minut, ponieważ posiadał za dużo mocy.
3. Kolczyki Potara/Potale – podczas walki z Super Buu dzięki kolczykom Potara – powstał Vegetto (w polskiej wersji – Vego). Fuzja miała trwać wiecznie, jednak jak się okazało w DBS nie była to prawda i fuzja po godzinie dobiegło końca. Miał więcej cech Vegety, więc nie śpieszył się z pokonaniem Buu, szydził z niego.
4. Podczas walki z Fusion Zamasu – powstał Super Vegetto Blue. Była to najpotężniejsza fuzja w całym uniwersum DB. Fuzja pierwotnie miała trwać godzinę jednak ze względu na zbyt duży pobór mocy zakończyła się po zaledwie 7 minutach.
5. W filmie Dragon Ball Super: Broly Vegeta użył fuzji z Goku przez co powstał Gogeta.

## Techniki walki i zdolności
Numer jeden rasy Saiyan. Vegeta miał zdolność do użycia Bukujutsu, które pozwalało mu unosić się w powietrzu. Vegeta jest jedną z postaci, która podczas używania ataków wydaje okrzyki bojowe. Jego najmocniejsza technika to Final Flash. Polega ona na odchyleniu rąk do tyłu, a następnie złączenie je przed sobą wystrzeliwując potężny pocisk. Technikę tę Vegeta użył pierwszy raz walcząc z Cellem. Inną potężną techniką, którą rozwinął później w serii, jest Big Bang Attack. W Dragon Ball GT została rozwinięta przez Vegetę jeszcze jedna technika – Final Shine, polega to na trzymaniu ręki wzdłuż nóg oraz gromadzenie ki (w taki sposób jak Final Flash), a następnie wprowadzenie ręki przed siebie co powoduje wystrzelenie pocisku z wielką siłą. W Dragon Ball Z Vegeta wynalazł jeszcze jedną technikę – Final Explosion, jest tak mocna, że wykonujący ją umiera w chwili jej działania. Polega ona na skumulowaniu całej swojej energii i wyrzucenie jej "z siebie" tworząc gigantyczny megawybuch. Z nieznanego powodu w oryginalnym japońskim dialogu, Vegeta używał angielskich nazw ataków.

## Formy
Osiągnął:
- Super Saiyanin (Super Saiyan, SSJ) –  podczas treningu na innej planecie w stronę Vegety z ogromną prędkością zbliżał się meteoryt. Zazdrość, że Gokū osiągnął SSJ doprowadziło do tego, że się przemienił; był nawet trochę silniejszy niż Son Gokū po osiągnięciu tego poziomu
- Ascended Super Saiyanin (Ascended Super Saiyan, ASSJ) –  podczas treningu w Hiperbolicznej Komnacie Ducha i Czasu oraz użył jej w walce z nie doskonałym jeszcze Cellem
- Ultra Super Saiyanin (Ultra Super Saiyan, USSJ) –  (podczas treningu w Hiperbolicznej Komnacie Ducha i Czasu, nigdy jej nie użył, ponieważ odkrył, że znacznie ogranicza szybkość
- Super Saiyanin 2 (Super Saiyan 2, SSJ2) –  prawdopodobnie podczas morderczych treningów w Gravity Room, w czasie gdy Gokū przebywał w zaświatach, inne wersje mówią, że formę tę osiągnął dopiero jako Majin Vegeta poddając się czarnoksiężnikowi Babidiemu i pozwalając mu przejąć kontrolę nad swoim umysłem w celu zwiększenia jego siły
- Super Saiyanin 4 (Super Saiyan 4, SSJ4, Ultimate Saiyan) –  dzięki specjalnej maszynie wymyślonej przez Bulmę, która emitowała specjalne promienie, ponieważ nie miał ogona, tylko w Dragon Ball GT – serii kanonicznej
- Ōzaru (Great Ape) –  wielka małpa, u Vegety pierwszy raz widzimy ten poziom podczas starcia z Gokū na Ziemi
- Golden Ōzaru (Golden Great Ape) –  dzięki maszynie Bulmy, aby przejść na SSJ4 trzeba być najpierw Golden Ōzaru. Vegeta był w niej tylko chwilę, bo zaraz potem przeszedł na SSJ4, tylko w Dragon Ball GT – serii kanonicznej
- Super Saiyanin 3 (Super Saiyan 3, SSJ3) – w grach wideo Dragon Ball Kai Dragon Battlers, Dragon Ball: Raging Blast, Dragon Ball: Raging Blast 2 i Dragon Ball Heroes
- Super Saiyanin God (Super Saiyan God, SSJG) – pierwszy raz pokazana w filmie kinowym Dragon Ball Super – Broly
- Super Saiyanin Blue (Super Saiyanin God Super Saiyanin, SSJGSSJ, Super Saiyan God Super Saiyan, SSGSS, Super Saiyan Blue, SSJB) – podczas treningu z Whisem na Planetoidzie Beerusa, boga zniszczenia, był w niej silniejszy od Gokū.
- W mandze Dragon Ball Super Vegeta osiąga Ultra Ego poziom porównywalny do ultra instinct Goku

## Poziomy mocy jakie osiągnął w poszczególnych sagach
SAGA SAIYAN:
- 16 000 jednostek (po przybyciu na Ziemię)
- 18 000 jednostek (podczas walki z Gokū)
- 36 000 jednostek (Galik-Ho)
- 160 000 jednostek (Vegeta-Oozaru)

SAGA FREEZERA:
- 24.000 jednostek (po przybyciu na Namek)
- 30 000 jednostek (po walce z Zarbonem)
- 200 000 jednostek (Po starciu z Ginyu Force)
- 500 000 jednostek (podczas 1 walki z Freezerem)
- około 2 000 000 jednostek (podczas 2 walki z Freezerem)

SAGA ANDROIDÓW I CELLA:
- 55 000 000 jednostek (w formie SSJ na początku sagi, po przegranej walce z androidem 18)
- 78 000 000. jednostek (jako USSJ w „Cell Game”)

SAGA MAJIN BUU:
- 200 000 000 jednostek (jako SSJ, na Budokai)
- 500 000 000 jednostek (jako Majin SSJ2)

DRAGON BALL GT:
- 1 500 000 000 jednostek (jako SSJ4)

DRAGON BALL SUPER:
- wszelkie poziomy mocy są nieznane, między innymi z powodu osiągnięcia przez Vegetę Boskiego Ki, niewyczuwalnego dla zwykłych śmiertelników, wiadomo jednak, że jest znacznie silniejszy od wszystkich swoich poprzednich „wcieleń”.

Wszelkie poziomy mocy po Sadze Freezera są tylko domysłami fanów, gdyż nie zostały one oficjalnie podane. Różnice mocy między sagami są tak duże, że używanie jednostek byłoby niewygodne.

## Ataki
- Galic-Ho / Galic Gun – technika po raz pierwszy użyta podczas walki z Son Gokū na Ziemi. Vegeta gromadzi energie w charakterystycznym ułożeniu dłoni, po czym tworzy się fioletowa kula i wystrzeliwuje w przeciwnika jasnofioletowy promień.
- Power Ball – kula emitująca fale Bruits, symuluje ona księżyc w pełni pozwalająca Saiyaninom z ogonami na przemianę w Wielką Małpę.
- Big Bang Atack – jeden z ulubionych i najczęściej stosowanych ataków przez Vegete. Polega on na wystrzeleniu energii Ki w kształcie kuli lub promienia (zależnie od ułożenia dłoni).
- Final Flash – jeden z najsilniejszych ataków Vegety. Vegeta wykonuje go w Cell Sadze, jednak nie rani poważnie Komórczaka (traci "tylko pół ramienia które i tak regeneruje. Wykorzystuje ją także podczas walki z 'dziećmi' Komórczaka oraz podczas walki z Gokū w Buu Saga jako Majin Vegeta). Najpierw rozkłada ręce w swoje boki, po czym składa je wystrzeliwując pocisk.
- Final Explosion – samobójczy atak użyty przez Vegetę podczas walki z Buu. Vegeta wysadza się w powietrze wyzwalając ogromną ilość energii, po użyciu tej techniki pozostaje tylko martwy "posąg" postaci.
- Final Shine – atak użyty przez Vegete w Dragon Ball GT podczas walki z Super 17.
- Renzoku Energy Dan – Vegeta jest mistrzem tej techniki. Polega ona na ciągłym i szybkim wystrzeliwaniu pocisków Ki w przeciwnika. Wykonana zostaje w Cell Game po tym jak Cell zabił jego syna Trunksa.
- Kitanai Hanabi – pierwszy raz użył tej techniki aby zabić uprawniaka, który nie mógł pokonać Tiena. Potem użył jej na Cui'a na Namek. Technika polega na wystrzeleniu w powietrze przeciwnika potężnym atakiem pięścią aby potem rozerwać ciało na drobinki przez potężną bombę energii.

## Polski dubbing
- Borys Szyc (2002 – Dragon Ball Z: Fuzja[1], Dragon Ball Z: Atak smoka[2])
- Kamil Pruban (od 2018 – Dragon Ball Super[3], Dragon Ball Super: Super Hero[4], Dragon Ball Z Kai)

## Odbiór
W rankingu przeprowadzonym w 2009 przez opiniotwórczy serwis IGN, Vegeta zajął 21. miejsce wśród najlepszych bohaterów anime wszech czasów. Pięć lat później ten sam serwis uplasował go na dziesiątym miejscu. Miesięcznik Animage przyznając doroczne nagrody Anime Grand Prix, zaklasyfikował Vegetę na 12. miejscu w 1991 roku.